# Roya Mahboob
Roya Mahboob (née en 1987) est une entrepreneuse et femme d'affaires afghane. Elle fonde et devient en 2010 chef de la direction (CEO) de l'Afghan Citadel Software Company (ACSC), une entreprise de développement logiciel basée à Hérat en Afghanistan.
Roya Mahboob a reçu l'attention des médias en devenant l'une des premières femmes CEO d'une entreprise IT en Afghanistan, pays où il est encore relativement rare pour les femmes de travailler hors de leur foyer,,.
Le 18 avril 2013, Roya Mahboob est apparue sur la liste du Time Magazine des cent personnalités les plus influentes de l'année 2013 pour son travail de construction de salles de classe connectées à Internet dans des lycées afghans et pour le projet Women's Annex, un blog et plate-forme de vidéo multilingue hébergé par le réseau de Web TV Film Annex.
La plateforme Women's Annex vise à donner aux femmes afghanes et d'Asie centrale un moyen d'expression à l'échelle mondiale. La présentation de Roya Mahboob dans le magazine TIME a été rédigée par Sheryl Sandberg, directrice générale (COO) de Facebook et auteur de Lean In: Women, Work and the Will to Lead,.
Le secrétaire d'État des États-Unis John Kerry a rencontré Roya Mahboob et d'autres entrepreneuses afghanes à l'International Center for Women's Economic Development de l'Université américaine d'Afghanistan.

## Biographie
Roya Mahboob nait dans la province d'Hérat en 1987, mais quitte le pays avec sa famille pour s'installer au Pakistan puis en Iran à la suite de l'invasion soviétique. Elle retourne en Afghanistan en 2003 et y apprend l'anglais en devenant bénévole dans une organisation non gouvernementale française spécialisée dans les médias.
En 2005, elle s'inscrit à une formation en technologie de l'information et de la communication offerte aux femmes par le Programme des Nations unies pour le développement plus tard cette année, et obtient son diplôme de Bachelor of Computer Science à l'Université d'Hérat en 2009.

## Carrière
Roya Mahboob fonde l'Afghan Citadel Software Company (ASCS) en 2010 avec deux camarades de classe de l'Université d'Hérat et un investissement initial de 20 000 dollars US.
L'objectif est de créer des emplois pour les jeunes diplômés, particulièrement les femmes, pour un marché des technologies en pleine expansion. L'entreprise emploie au moins 20 développeurs logiciels, dont plus de la moitié sont des femmes.
L'ASCS développe des logiciels pour répondre aux besoins de ses clients, parmi lesquels figurent des ministères, universités et organisations internationales en Afghanistan.
Elle crée également des applications standalone ou intégrées pour ordinateurs de bureau et téléphones mobiles, en fonction des besoins du marché et des opportunités identifiées.
Des projets passés ont par exemple aidé l’hôpital d'Hérat à passer du papier aux documents numériques, ou encore apporter une connexion Internet stable à l'Université d'Hérat pour le projet "Silk Afghanistan" de l'OTAN,.
En 2012, Citadel of New York est fondé pour développer et promouvoir Examer, une plate-forme de réseau social interactif et éducatif, avec un système de micropaiement de bourses d'études que Mahboob a aidé à développer. Un autre projet résultant de ce partenariat, Women's Annex, fournit également un financement pour des contenus vidéo sur les médias sociaux et vise à aider les femmes afghanes à commencer des carrières de réalisatrices.
En 2014, Mahboob rejoint le Global Thinkers Forum.
Elle fonde l'Afghan Girls Robotics Team, également connue sous le nom de Afghan Dreamers.